# Liesveltbijbel

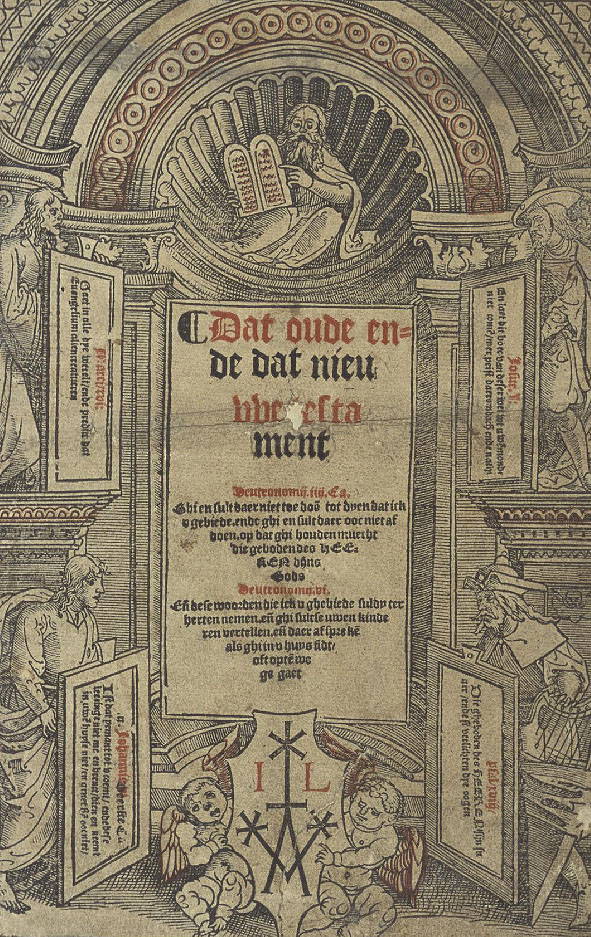
Dat oude ende dat nieuwe testament, editie 1526

De eerste  editie van de Liesveltbijbel werd in 1526 door Jacob van Liesvelt (ca. 1490 – 1545) uit Antwerpen op de markt gebracht. Het was de eerste gedrukte complete bijbel in het Nederlands. Het is niet bekend wie voor de vertaling verantwoordelijk was. De uitgave was zonder enige proloog of inleiding. 
De bijbel steunde naast andere bronnen vooral op vertalingen uit het werk van Maarten Luther. Tijdens het leven van Jacob van Liesvelt volgden nog vijf gewijzigde edities. De Liesveltbijbel werd veel gelezen door zowel doopsgezinden, lutheranen en gereformeerden. Voor de eerste groep verscheen in 1560 de Biestkensbijbel. Voor de gereformeerden in 1562 de Deux-aesbijbel. In de zeventiende eeuw verscheen voor de lutheranen na de Statenvertaling de Visscherbijbel. 
Jacob van Liesvelt werd in 1545 onthoofd. Na zijn executie verschenen nog tientallen herdrukken, vaak met als bijschrift van de  oprechte Copye van Liesveldt . De laatste herdrukken verschenen in 1629.    

## Latere edities
Van Liesvelt bracht nog vijf andere edities van de bijbel uit in 1532,1534, 1535 en twee in 1542. In die edities werd gebruik gemaakt van meer actuele vertalingen van Luther, maar vonden er ook wel aanpassingen plaats op basis van de Zürichse bijbel in de vertaling van Zwingli. Op basis van de editie van 1532 werden drie aparte edities van het Nieuwe Testament uitgebracht. In de edities na 1532 wijzigt de tekst van het Nieuwe Testament  nauwelijks meer. 
Vanaf 1532 bevatten de edities ook enkele andere elementen. Dat was bijvoorbeeld de proloog van Luther bij zijn vertaling van het Oude Testament uit 1523. Boven de hoofdstukken werden ook samenvattingen geplaatst en in de marge aantekeningen. In de editie van 1542 waren kanttekeningen toegevoegd met een toelichting op de bijbeltekst. Een aantal daarvan had een duidelijke protestantse inhoud. 

## De onthoofding van Liesvelt en mythevorming

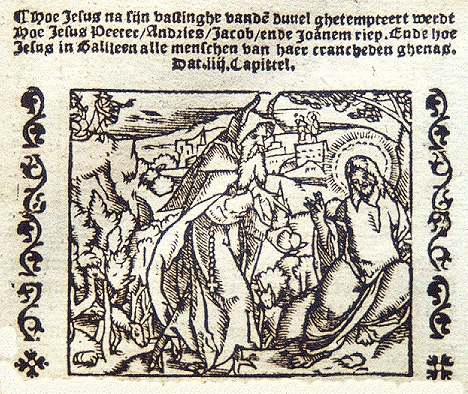
De afbeelding behorende bij Matteüs 4.3 in de editie 1542 waar de duivel Jezus tracht te verleiden

Liesvelt had meerdere malen moeilijkheden met de justitiële autoriteiten. In 1536 en 1542 werd hij aangeklaagd dat hij geen toestemming zou hebben verkregen voor het drukken van bepaalde werken.  In het proces van 1542 erkende Liesvelt dat hij geen toestemming had aangevraagd, maar stelde dat het betreffende werk slecht excerpten waren uit werken waarvoor die toestemming wel was verleend. Liesvelt werd niet veroordeeld. In 1545 werd hij opnieuw gearresteerd voor het drukken van werken zonder toestemming. Het proces duurde maanden maar in november dat jaar werd Liesvelt veroordeeld tot de dood en de volgende dag onthoofd. 
Er is lange tijd aangenomen dat de houtsnede afgebeeld bij  Matteüs 4.3 de oorzaak van de problemen zou zijn. Het handelt dan over het deel waarbij de duivel Jezus tracht  te verleiden. De duivel wordt afgebeeld als een monnik op bokkenpoten met een baard en in het bezit van een rozenkrans. Die afbeelding zou zijn opgevat als een poging tot het belachelijk maken van de hypocrisie van de katholieke geestelijkheid. De houtsnede werd echter later gepubliceerd in geautoriseerde rechtzinnige katholieke bijbels
In andere publicaties over deze gebeurtenis wordt vermeld dat met name de tekst van een van de toelichtingen in de editie van 1542 dat Des Menschen salicheyt alleen doer Christum quam een zware beschuldiging was. Dat is een getuigenis van Jakob van Wesembeeck, stadssecretaris van Antwerpen tijdens het proces. Die toelichting komt echter in de editie van 1542 niet voor. Een belangrijk deel van de heldenstatus die van Liesvelt later in de Noordelijke Nederlanden kreeg is op die veronderstelde toelichting gebaseerd.  
Van de processtukken is de verdediging van Liesvelt bewaard gebleven. Hij spreekt daarin volstrekt niet over de kanttekeningen en toelichtingen in de editie van 1542. De essentie van die verdediging is dat hij slechts teksten herdrukte waarvoor al jaren eerder  toestemming was verkregen of in ieder geval niet waren verboden.  Liesvelt is onthoofd en niet- zoals bij ketters het geval was – op de brandstapel gezet. Ook dat heeft aanleiding gegeven tot  de veronderstelling dat hij voor een burgerlijk en niet voor een godsdienstig vergrijp is veroordeeld. 
De heldenstatus van Van Liesvelt en zijn bijbels uitte zich op uithangborden bij onder meer boekverkopers waarop deze bijbel is afgebeeld. In de Warmoesstraat in Amsterdam waren drie herbergen met de naam   de Eerste,  de Tweede en de Derde Liesfeldse Bijbel die tot aan het eind van de achttiende eeuw die naam hadden. Ook op het Rokin was een logement met deze naam. 
* De eerste editie van de Vorstermanbijbel uit 1528 werd gepresenteerd als een nieuwe geautoriseerde rechtzinnige katholieke Bijbelvertaling. Deze editie bevatte feitelijk echter nogal wat eerder gepubliceerd Middelnederlands materiaal uit het tijdperk van voor de Reformatie als ook veel uit reformatorische kringen. In latere edities waren al essentiële reformatorische passages verdwenen en sloot het aanzienlijk meer aan op de tekst van de Vulgaat.  